# Alex Notman
Alexander McKeachie Notman (født 10. december 1979 i Edinburgh, Skotland) er en skotsk tidligere fodboldspiller. Han spillede igennem karrieren for blandt andet Barnsley og Sheffield United.